# Morti nel 1504
| Questa pagina contiene informazioni ricavate automaticamente dalle voci biografiche con l'ausilio del template Bio e di un bot. L'aggiornamento è periodico e automatico e ricostruisce completamente la pagina. Se manca una persona in questa lista, sei pregato di non aggiungerla, ma accertati piuttosto che la sua voce biografica contenga il template Bio e che i dati anagrafici siano correttamente compilati. Se il template Bio manca, inseriscilo tu stesso o, in alternativa, metti l'avviso {{tmp\|Bio}} che ne segnala la mancanza. Se i dati riportati sono sbagliati, correggi direttamente la voce biografica; le modifiche saranno visibili in questa lista entro pochi giorni. Per chiarimenti vedi il progetto biografie. La lista contiene solo le 68 persone che sono citate nell'enciclopedia e per le quali è stato implementato correttamente il template Bio. Pagina aggiornata al 10 lug 2025. |

## Gennaio(4)
- 9 gennaio - Gaspare Nadi, storico italiano (n. 1418)
- 10 gennaio - Bergonzio Botta, funzionario italiano (n. 1454)
- 22 gennaio - Pietro Capretto, presbitero, letterato e poeta italiano (n. 1426)
- 27 gennaio - Ludovico II di Saluzzo, marchese italiano (n. 1438)

## Febbraio(3)
- 5 febbraio - Jan Standonck, religioso belga (n. 1453)
- 6 febbraio - Antonio Maria Ordelaffi, nobile italiano (n. 1460)
- 17 febbraio - Eberardo II di Württemberg, duca tedesco (n. 1447)

## Marzo(1)
- 19 marzo - Matteo di Borbone, nobile e condottiero francese

## Aprile(2)
- 1º aprile - Camilla Pio di Savoia, nobile italiana (n. 1440)
- 26 aprile - Sofia di Pomerania-Wolgast, principessa (n. 1460)

## Maggio(5)
- 4 maggio - Antonio di Borgogna, funzionario francese (n. 1421)
- 11 maggio - Sohye di Joseon, regina coreana (n. 1437)
- 12 maggio - Febo Gonzaga, militare italiano
- 20 maggio - Antonio de Raho, giurista italiano
- 29 maggio - Ludovico II Ordelaffi, nobile italiano

## Giugno(4)
- 4 giugno - Jaime de Casanova, cardinale spagnolo (n. 1435)
- 17 giugno - Rao Bika, indiano (n. 1438)
- 19 giugno - Bernard Walther, mercante, umanista e astronomo tedesco (n. 1430)
- 20 giugno - Cristoforo Lanfranchini, diplomatico e politico italiano (n. 1430)

## Luglio(5)
- 2 luglio - Stefano III il Grande, sovrano rumeno (n. 1433)
- 6 luglio - Pandolfo Collenuccio, umanista, storico e poeta italiano (n. 1444)
- 9 luglio - Piero da Vinci, italiano (n. 1426)
- 26 luglio - Juan de Zúñiga y Pimentel, cardinale e arcivescovo cattolico spagnolo (n. 1459)
- 29 luglio - Thomas Stanley, I conte di Derby, nobile britannico (n. 1435)

## Agosto(6)
- 7 agosto - Vincenzo dell'Aquila, presbitero italiano
- 8 agosto - Federico I Pico, nobile italiano
- 18 agosto - Clemente Grosso della Rovere, cardinale e vescovo cattolico italiano (n. 1462)
- 22 agosto - Filippo II di Hanau-Lichtenberg, conte tedesco (n. 1462)
- 22 agosto - Timoteo da Monticchio, presbitero italiano (n. 1444)
- 25 agosto - Ludovico Podocataro, cardinale e arcivescovo cattolico cipriota (n. 1429)

## Settembre(3)
- 10 settembre - Francisco Desprats, cardinale e vescovo cattolico spagnolo (n. 1454)
- 10 settembre - Filiberto II di Savoia, sovrano (n. 1480)
- 24 settembre - Bartolomeo della Rocca, astrologo italiano (n. 1467)

## Ottobre(1)
- 12 ottobre - Giovanni Corvino, nobile ungherese (n. 1473)

## Novembre(3)
- 9 novembre - Federico I di Napoli, sovrano italiano (n. 1451)
- 11 novembre - Tommaso Donà, patriarca cattolico italiano (n. 1434)
- 26 novembre - Isabella di Castiglia, regina spagnola (n. 1451)

## Dicembre(2)
- 6 dicembre - Giorgio Schiavone, pittore croato
- 21 dicembre - Berthold von Henneberg-Römhild, arcivescovo cattolico tedesco

## Senza giorno specificato(29)
- Silvestro dell'Aquila, architetto e scultore italiano
- Giampietro Arrivabene, francescano e vescovo cattolico italiano (n. 1440)
- Francesca Bentivoglio, italiana (n. 1468)
- Domenico Bollani, politico e diplomatico italiano
- Giovanni Battista Cattaneo, religioso e astronomo italiano
- Mauro Codussi, architetto italiano
- Elia V, vescovo cristiano orientale siro
- Battista Fregoso, doge (n. 1452)
- Gioacchino I di Costantinopoli, arcivescovo ortodosso greco
- Gregorio di Lorenzo, scultore italiano
- Cristóbal Guerra, esploratore spagnolo
- Walter Lambe, compositore inglese (n. 1450)
- Matteo Lappoli, pittore italiano (n. 1450)
- Filippino Lippi, pittore italiano (n. 1457)
- Jacopo Loschi, pittore italiano (n. 1425)
- Annibale Maggi, architetto italiano
- Domenico Maria Novara da Ferrara, astronomo italiano (n. 1454)
- William Orchard, architetto inglese
- Richard Pole, nobile inglese (n. 1462)
- Hermen Rode, pittore tedesco
- Garci Rodríguez de Montalvo, scrittore spagnolo (n. 1450)
- Sperandio, medaglista e scultore italiano
- Skender Pascià, politico e militare ottomano
- Giacomo Stewart, duca di Ross, nobile e arcivescovo cattolico scozzese
- Andrea Trevisan, vescovo cattolico italiano
- Urbano da Cortona, scultore e pittore italiano
- Giovanni Zebellana, scultore e intagliatore italiano (n. 1457)
- Muhammad al-Shaykh al-Wattasi, sultano marocchino
- Alvaro di Braganza, nobile e politico portoghese (n. 1439)